# جسر ماغديبورغ
جسر ماغديبورغ المائي (بالألمانية: Kanalbrücke Magdeburg) هو عبارة عن قناة ملاحية مرفوعة كبيرة تقع وسط ألمانيا، فوق مجرى نهر الألب عند ضواحي مدينة ماغديبورغ بالقرب من العاصمة برلين. ويربط الجسر بين قناتي الألب «هاڤل» و«ميتلاند» ليسمح عبور سفن الشحن. وهي أطول قناة للملاحة في العالم، بطول إجمالي 918 مترًا منها 690 مترًا على الأرض و228 مترًا فوق الماء. يتضمن هيكله 24,000 طن من الفولاذ و68,000 متر مكعب من الخرسانة، ويبلغ عمق المياه على متنه 4.25 مترًا.
كانت قناتي الألب «هاڤل» و«ميتلاند» متصلتين بممر مائي قديم تمر من خلاله السفن عبر نهر الألب لمسافة 12كم، وكان لهذا الممر مشكلة مزعجة وهي انخفاض منسوب المياه في النهر، ما كان يتطلب حوضًا لرفع وخفض السفن عند انتقالها من وإلى النهر، حيث كانت هذه العملية تطلب وقتًا وجهدًا كبيرًا، لذا بحث المهندسون عن طرق أخرى لربط القناتين ببعضها فكانت الفكرة هي جسر يمر فوق نهر الألب.

## التاريخ
هذا المشروع ليس حديثًا بل يعود تاريخه على الأقل إلى بداية القرن 20، في عام 1905م بدأ العمل على «قناة ميتلاند» في حين استمر العمل بالمشروع كله حتى 1942م، حيث توقف بسبب اندلاع الحرب العالمية الثانية وقرار تقسيم ألمانيا، حيث لم تستأنف حكومة ألمانيا الشرقية العمل بالمشروع لأن التجارة بين الشرق والغرب آنذاك لم تكن ذات أهمية في إطار الحرب الباردة. بعد إعادة توحيد ألمانيا، استأنف العمل في 1997م، وفي عام 2003م اكتمل بناء الجسر وتم افتتاحه لمرور السفن. بلغت تكلفة الجسر إلى ما يقارب 130 مليون يورو، وأما التكلفة الإجمالية للمشروع (تقاطع الممر المائي) فقدرت بما يزيد عن 500 مليون يورو.

## معرض الصور

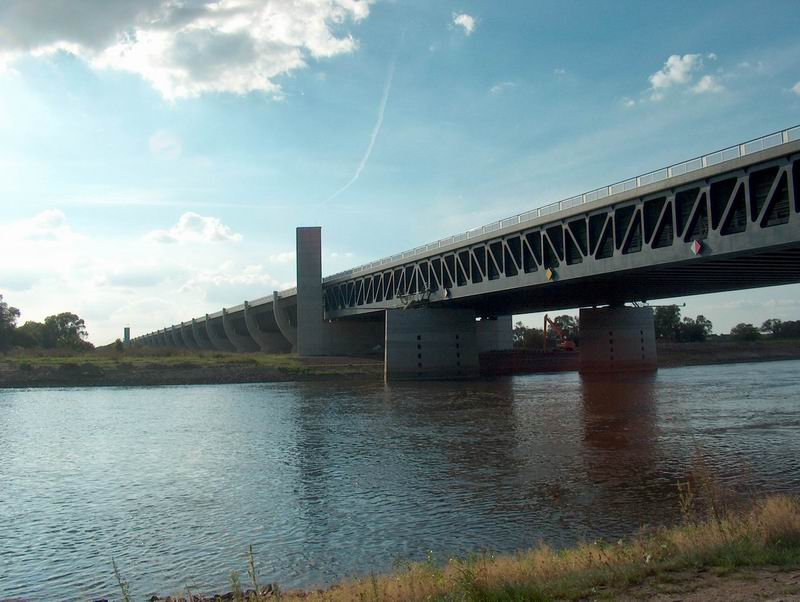
الجسر كما يُشاهد من شواطئ الألب
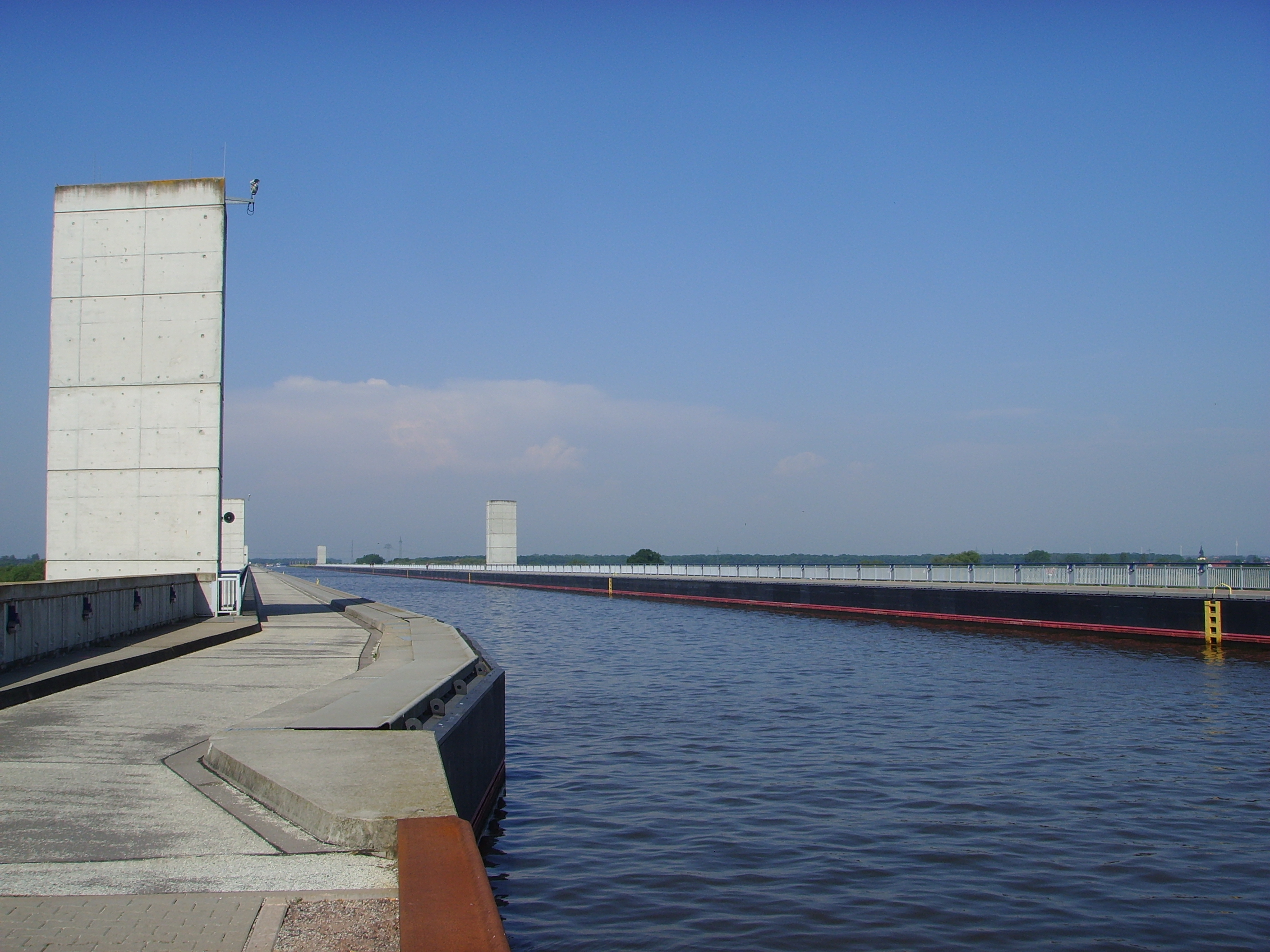
المياه على متن الجسر
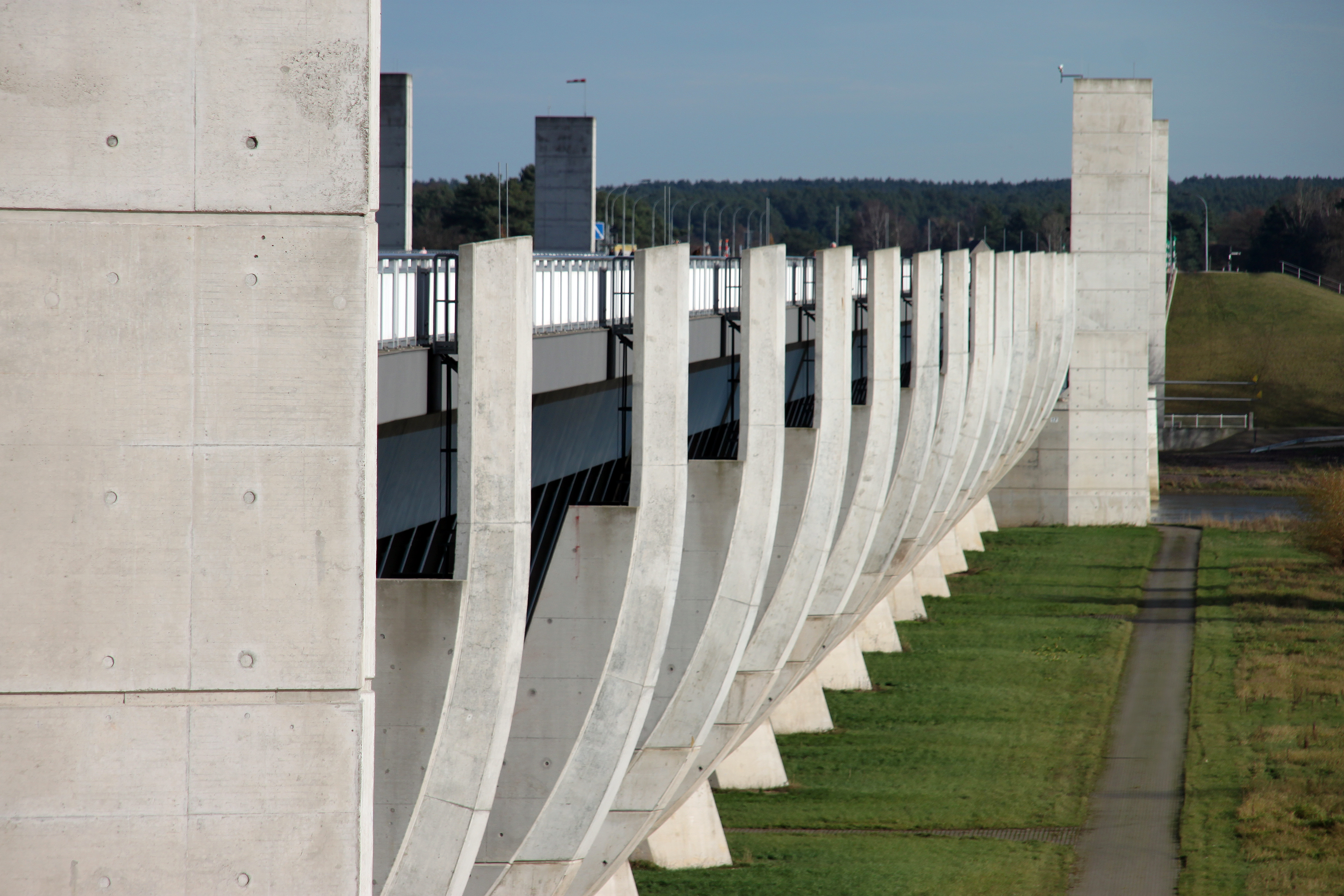
حوض الجسر